# クイズ1万ジャック!
『クイズ1万ジャック!』（クイズいちまんジャック）は、1992年4月から1999年3月までテレビ熊本で毎週土曜日 12:00 - 13:00に放送されていたクイズ番組。生放送の視聴者参加型番組である。1995年に『クイズ1万ジャック!SUPER』と改題され、以後は最終回までこのタイトルで放送され続けた。
TKUはこの番組を最後に、『なんとも好感度』シリーズから10年以上続いたローカルクイズ番組の制作・放送を取りやめた。

## 出演者

### 司会
- かなぶんや - 前番組『なんとも好感度』から続投。
- 尾谷いずみ（TKUアナウンサー）

### アシスタント
- コンバット満

## ルール
一般視聴者3チーム（A・B・C）による対抗戦。出場者および葉書応募者（後述）は、TKUの放送エリア内（熊本県全域・隣接する県の一部）の視聴者から募っており、人口の多さからか出場者の大半が熊本市在住者だった（単純計算で、熊本県民の3人に1人が熊本市民）。だが、視聴エリア内在住の出場者の知り合いも出場できたため、関東在住者など九州在住ですらない出場者も稀に見受けられた（もちろん応募したのはその人の知り合い）。
1問（1コーナー）ごとに1万円の賞金が発生。正解したら、正解チーム数に応じたゲームで賞金を獲得するチームを決定する。ただし、正解チームがゲームを失敗したり、クイズで全チーム不正解だった場合には、その場で葉書を出した視聴者の中から抽選を行い、1名に賞金が贈られる。そして賞金を獲得できた・できなかったに関わらず、1問正解するごとにポイントが加算される。
獲得した賞金額ではなく、クイズ正解で獲得した得点数で競う。したがって獲得した賞金の多さに関係なく、最も多く正解したチームが優勝となる。優勝賞品およびトロフィーを獲得。最後に、全チーム参加で、賞金アップを賭けたパチンコゲームに挑む。

### 賞金獲得ゲーム
1チームのみ正解またはフラッシュ4クイズで勝利した場合
アシスタントのコンバット満が持ってきた赤・青2つの筒のうち、どちらか1つを選択。中に「1万くん人形」と呼ばれる人形が入っていれば1万円獲得。しかし、ハズレを引くと失敗、賞金の権利は視聴者に移る。
2チーム正解の場合
正解した2チームによるじゃんけんで、勝ったチームに賞金が与えられる。「グー」「チョキ」「パー」の絵が描かれたプレートを出して勝負をする。3回連続あいこで両チーム失敗。賞金の権利は視聴者に移る。
全チーム正解の場合
視聴者を含めた四者の中から、ルーレットで賞金獲得チームを決定する。

## クイズ
フラッシュ4（フォー）クイズ
早押しクイズ（不正解の場合、その問題の解答権を失う）。最初に4問正解したチームが賞金獲得ゲームに挑戦。
映像クイズ
取材VTRから、筆記問題や選択問題が出題される。
音楽クイズ
歌の一部がいわゆるピー音で隠されているので、音で隠された部分に当てはまる歌詞を答える。出題される曲は、当時の最新ヒット曲が多かった。

## 賞金増額ゲーム
1チームずつ挑戦。挑戦前に、今回獲得した手持ちの賞金の中から1万円単位で、任意の金額を賭ける。また、挑戦するか否かも任意なので、ゲームに挑まないでクイズで獲得した賞金をそのまま持ち帰っても良い。「山分け」（後述）で相手チームから頂いた賞金は、このゲームの賭け金として用いることはできない。
その後、パチンコを弾き、入ったポケットに応じて、賭け金が増減する。
- 「元返し」→賭け金がそのまま戻ってくる。
- 「倍増」→賭け金が2倍になって戻ってくる。
- 「半減」→賭け金は半額になって戻ってくる。
- 「山分け」→まず挑戦チームには賭け金の4割が戻り、残り6割は相手2チームが折半して獲得。
- 「没収」→賭け金は没収され、戻ってこない。

## その他
- 前番組『なんとも好感度』シリーズではA・B・C・Dの4チーム制で、座席の色はそれぞれ赤・黄・緑・青だったが、本番組シリーズでは座席の色はどのチームも黄色で、ネームプレートに記されているアルファベットと座席に描かれている星の色がチームごとに異なっていた（Aは緑、Bは青、Cは赤）。『なんとも好感度』のネームプレートに書かれていたアルファベットの色もAが一番赤みを含んだ紫で、アルファベット順にどんどん青みを帯びていくという色遣いがなされていた。
- シンキングタイムの音楽は、無印時代には「アルプス一万尺」をシンセサイザーでテンポを速めて演奏したものだったが、『SUPER』時代にはオリジナルの曲だった。
- 『なんとも好感度』と同様に、スタジオには観客席が用意され、出場チームの応援者（応援団）が座っていた。また、映像クイズ（筆記問題や選択問題）では、正解のVTR明けに正解のチームがいればチャイムを鳴らし、全チームが不正解の場合にはブザーを鳴らしていた。

| テレビ熊本 自社制作ローカルクイズ番組 | テレビ熊本 自社制作ローカルクイズ番組        | テレビ熊本 自社制作ローカルクイズ番組 |
| 前番組                                | 番組名                                       | 次番組                                |
| ------------------------------------- | -------------------------------------------- | ------------------------------------- |
| なんとも好感度                        | クイズ1万ジャック! ↓ クイズ1万ジャック!SUPER | -                                     |